# Нюарк (Калифорния)
Вижте пояснителната страница за други значения на Нюарк.
Нюарк (на английски: Newark) е град в окръг Аламида, в Района на Санфранциския залив в щата Калифорния, САЩ. Нюарк е анклав, напълно заобиколен е от град Фримонт. Общата площ на Нюарк е 36,30 км² (14 мили²), а населението на града е 42 471 жители. (2000)